# Préfecture maritime de la Manche et la mer du Nord
Le siège de la préfecture maritime de la Manche et la mer du Nord est basé à Cherbourg-en-Cotentin et est sous la responsabilité d'un préfet maritime nommé par le Premier ministre. Le domaine de responsabilité du préfet maritime s'étend de la frontière franco-belge à la baie du mont Saint-Michel soit 870 km de côtes. 
De 2013 à 2015, le préfet maritime de la Manche et de la mer du Nord était le vice-amiral d'escadre Emmanuel Carlier. À partir de 2015, le préfet maritime de la Manche et de la mer du Nord est le vice-amiral d'escadre Pascal Ausseur. En 2018, le vice-amiral d'escadre Philippe Dutrieux prend ses fonctions. Depuis le 1er septembre 2022, le préfet maritime de la Manche et de la mer du Nord est le vice-amiral d'escadre Marc Véran. 

## Missions
Investir dans l'avenir, développer une économie durable de la mer, promouvoir la dimension maritime des outre-mer et affirmer la place de la France dans le contexte international sont les quatre priorités fixées, en décembre 2009, par le Livre bleu pour la politique maritime de la France.
En Manche et mer du Nord, l'intense circulation transmanche croise le flux ininterrompu des navires de commerce qui empruntent l'autoroute maritime entre l'Asie et les pays du Nord. En plus du trafic maritime, c'est l'ensemble de l'activité en mer au sens large qui mobilise toute l'attention du préfet maritime : pêche, plaisance et exploitation des richesses marines.
Entre dossiers environnementaux, sécurité et sauvetage en mer avec le dispositif Orsec maritime ou coordination de l'action de l'État en mer, la préfecture maritime assure un lien essentiel entre la terre et la mer.
Trouvant son origine dans le règlement du 7 floréal an VIII (mai 1800), le préfet maritime exerce aujourd'hui son pouvoir de police administrative générale en mer conformément au décret no 2004-112 du 6 février 2004 relatif à l'organisation de l'action de l'État en mer.
- Il veille aux intérêts maritimes français et au maintien de l'ordre public en mer ;
- Il est responsable de la sauvegarde des personnes et des biens ;
- Il est responsable de la prévention des pollutions marines et de la mise en œuvre des moyens de lutte ;
- Il fait respecter les réglementations nationale et internationale dans les eaux françaises ;
- Il est responsable de la protection de l'environnement marin ;
- Il est responsable de la coordination de la lutte contre les activités illégales.

## CROSS
Les centre régionaux opérationnels de surveillance et de sauvetage (CROSS) relèvent du ministre de l'écologie, du développement durable, des transports et du logement. Ils coordonnent, sous la responsabilité du préfet maritime, dans leurs zones d'action respectives l'ensemble des moyens maritimes, aériens et terrestres publics ou privés nécessaires à la réalisation des opérations de sauvetage. En matière de secours en mer, ils reçoivent les alertes et toutes les informations relatives à la recherche et au sauvetage, et coordonnent les opérations de secours.

### Recherche et sauvetage en mer
Les CROSS assurent :
- la réception des alertes à partir d’une veille radio et téléphonique permanente. Par ailleurs, ils reçoivent les alertes émises par les balises de détresse et les systèmes de communication par satellites;
- la direction et la coordination des opérations de recherche et de sauvetage, y compris lors de sinistres maritimes majeurs.  Les CROSS, services déconcentrés de la Délégation à la Mer et au Littoral (ex-Direction des Affaires maritimes et des Gens de mer (DAMGM), sont placés sous l’autorité opérationnelle du Préfet maritime. Ils appartiennent au réseau international des « Centres de coordination de sauvetage maritime » institué par la Convention de Hambourg en 1979.

### Surveillance de la navigation maritime
Cette mission s’exerce principalement en Manche où transite le quart du trafic mondial. Elle consiste à détecter et à identifier le trafic maritime dans les zones soumises à une concentration élevée de navires.
Les CROSS :
- reçoivent et analysent les comptes-rendus obligatoires de tous les navires transitant en Manche et empruntant un des trois «dispositif de séparation de trafic » (DST). Ils suivent notamment les navires transportant des marchandises potentiellement dangereuses ou polluantes ;

- suivent les évolutions des navires en vue de détecter les routes anormales ainsi que tout comportement de nature à créer des risques pour la vie humaine ou l’environnement ;
- identifient les contrevenants au règlement international pour prévenir les abordages en mer. Ils constatent les infractions à ces règles et les transmettent à l’autorité judiciaire compétente.

### Surveillance des pollutions
Les CROSS recueillent les informations sur les pollutions maritimes constatées par les navigants. Ils exploitent ces informations, les transmettent et concourent à la recherche des auteurs d’infractions des pollutions sous le contrôle de l’autorité judiciaire. Placé sous l’autorité du préfet maritime, ils concourent activement à la mise en œuvre de la lutte contre les pollutions en mer, dans le cadre du dispositif ORSEC maritime.

### Surveillance des pêches
Les directeurs régionaux des Affaires maritimes ont, parmi leurs missions, délégation pour la coordination de la police des pêches exercée par plusieurs services de l’État. Les CROSS assurent pour leur compte, en temps réel, la coordination opérationnelle des différents moyens maritimes et aériens mis à disposition. Par ailleurs, l’Union européenne a imposé un système de suivi par satellite des navires de pêche. Le CROSS Etel est chargé pour les eaux sous juridiction française de ce suivi. Il y travaille en étroite collaboration avec les centres similaires des autres États membres.

### Diffusion des renseignements de sécurité maritime
Les CROSS diffusent vers les navires les renseignements essentiels à la sécurité maritime :
- les bulletins météorologiques élaborés par Météo France informent les navigateurs des évolutions à intervalle régulier. Par ailleurs, lorsque cela est nécessaire, ils diffusent les bulletins météo spéciaux (BMS).
- les avis urgents aux navigateurs AVURNAV permettent l’information sur les modifications soudaines de conditions de navigation pouvant notamment entraîner des dangers.

La préfecture maritime de la Manche et de la mer du Nord gère deux CROSS en France:
- le CROSS de Jobourg
- le CROSS de Gris-Nez

### CROSS de Jobourg
Implanté au cœur de la Hague depuis les années 1970, il est inauguré en 1984 dans ses locaux actuels. Dirigé par l'administrateur en chef des affaires maritimes Jean-Pascal Devis, le CROSS Jobourg emploie 52 personnes, dont 6 cadres assurant les fonctions d'officier de permanence et coordinateur de mission de sauvetage. Sous leur autorité, les équipes de quart, composées d'officiers mariniers (personnel détaché par la Marine nationale) assurent la continuité des fonctions de veille et d'exploitation opérationnelle. Au-delà de ses missions traditionnelles, sa position au centre de la Manche en fait un centre orienté vers le suivi de la circulation maritime. Il devient le centre de gestion du réseau d'information national sur le trafic maritime.

### CROSS de Gris-Nez
Implanté au cap Gris-Nez, il est inauguré en 1975. Dirigé par l'administrateur en chef des affaires maritimes Michel Goron, le CROSS Gris-Nez emploie 52 personnes, dont 5 cadres assurant les fonctions d'officier de permanence et coordinateur de mission de sauvetage. Le CROSS Gris-Nez est le correspondant français auprès des centres de recherche et de sauvetage étrangers. Il centralise et traite les alertes émises par les navires français naviguant sur toutes les mers du monde. Il coopère avec les MRCC (Maritime rescue coordination center), homologues dans le cadre du système mondial de détresse et de sécurité en mer. 
La défaillance du CROSS Griz-Nez au moment du naufrage du 24 novembre 2021 dans la Manche est mise en évidence par l'enquête,,,, et entraine la mise en examen de 5 personnes qui étaient de service le soir du drame.